# 刘征 (1926年)
刘征（1926年—），原名刘国正（一作刘国政），笔名刘铮、牛小白、生力等，男，北京人，中国作家、编辑家，曾任中华诗词学会副会长、名誉会长。